# Христо Бързанов
Христо Бързанов е български скиор, състезател по ски бягане, участник на зимните олимпийски игри в Инсбрук през 1976 г., Лейк Плесид през 1980 г. и Сараево през 1984 г. 

## Биография
Христо Бързанов е роден на 19 август 1956 г. в Говедарци, Софийска област. Участва на зимните олимпийски игри в Инсбрук (1976), Лейк Плесид (1980) и Сараево (1984). 
Резултати от Инсбрук 1976
15 km: 60-и от 80 участници
30 km: 53-ти от 69 участници
Щафета 4 × 10 km: 14-а от 16 щафети
Резултати от Лейк Плесид 1980
15 km: 38-и от 63 участници
30 km: 28-и от 57 участници
Резултати от Сараево 1984
30 km: 59-и от 72 участници
Щафета 4 × 10 km: 10-а от 17 щафети